# Józef Turbasa
Józef Turbasa (ur. 25 sierpnia 1921 w Bieńczycach, zm. 1 sierpnia 2010 w Krakowie) – mistrz krawiectwa, artysta, założyciel Artystycznej Pracowni Krawieckiej J. Turbasa w Krakowie.
Nazywany był Pierwszym Krawcem Rzeczypospolitej i ambasadorem prawdziwej elegancji. W jego zakładzie ubierali się laureaci nagrody Nobla, filmowych Oskarów, kompozytorzy, muzycy, literaci, poeci, arystokracja, prezydenci, premierzy, ministrowie, ambasadorzy oraz postacie z pierwszych stron gazet.

## Życiorys

### Młodość
W 1937 rozpoczął praktykę krawiecką. Turbasa terminował u mistrza Kazimierza Burdy, Franciszka Kafla czy Józefa Gorala. Trzy lata później zdobył tytuł czeladnika krawiectwa męskiego. W latach 1943–1945 był żołnierzem Armii Krajowej, pseudonim „Brzoza”. Żołnierz 8 kompanii III batalionu „Jan” Zgrupowania Żelbet. Odznaczony Krzyżem Armii Krajowej i Odznaką Grunwaldzką. Po wojnie przez osiem miesięcy był więziony za swoją działalność w więzieniu św. Michała w Krakowie, w którym przebywał w jednej celi z mistrzem krawieckim Józefem Aksakiem, członkiem Monachijskiej Akademii Krawieckiej Müllera. Po wyjściu z więzienia powrócił do zawodu. 10 października 1946 r. złożył egzamin mistrzowski oraz otrzymał prawo używania tytułu mistrza krawiectwa męskiego. W 1946 r. otworzył „Artystyczną Pracownię Krawiecką J. Turbasa” przy ul. św. Gertrudy 14 w Krakowie. Lokal zmieniał adres jeszcze trzy razy, ale zawsze pozostawał przy tej samej ulicy.

### Samodzielna działalność krawiecka
Podkreślał przymioty klienta, „widział” go w nowym okryciu. Doradzał, sugerował wybór kroju, tkaninę, fakturę materiału. Michał Ronikier wspomniał we wstępie do książki ABC męskiej Elegancji: „Mistrz Józef potrafi być nie tylko życzliwym doradcą, lecz również bezkompromisowym obrońcą kanonów sztuki krawieckiej”.
Wkrótce nazwisko Turbasa znane było poza granicami Polski. W 1963 roku francuska prasa doniosła, że na przyjęciu w Paryżu najlepiej ubranym okazał się francuski konsul z Krakowa, a spytany przez paryskich elegantów kto szył mu ubranie – Ted Lapidus czy Yves Saint Laurent – konsul odparł, że to Józef Turbasa z Krakowa. W konsekwencji Pierre Cardin próbował ściągnąć Turbasę do Paryża. Zaproponował objęcie stanowiska pierwszego, głównego krojczego w jego domu mody. Turbasa nie mógł jednak otrzymać prawa wyjazdu do Francji z całą rodziną.
U Turbasy ubierały się laureaci nagrody Nobla, Oskarów, kompozytorzy, literaci, arystokracja, prezydenci, premierzy, ministrowie, ambasadorzy oraz postacie z pierwszych stron gazet, m.in. Krzysztof Penderecki, Lucjan Kydryński (który w czasie transmisji telewizyjnej odchylił połę marynarki i poinformował, kto jest autorem jego ubioru). We frakach J. Turbasa z Krakowa dyrygowali m.in. Kazimierz Kord i Antoni Wit. Pracownię Józefa Turbasy odwiedzali także Stanisław Lem oraz Czesław Miłosz. W klasycznie skrojonym garniturze chodził również Maciej Słomczyński, którego łączyła przyjaźń z Turbasą.
Andrzej Wajda odbierał Oskara za całokształt twórczości w krakowskim smokingu. W 2006 podarował on Muzeum Uniwersytetu Jagiellońskiego szamerowany frak (dzieło z pracowni Józefa Turbasy), w który był ubrany podczas uroczystości przyjęcia go do grona Akademii Francuskiej. Reżyser wspomniał: „Przekazuję go Uniwersytetowi Jagiellońskiemu, bo to miejsce szczególnie bliskie memu sercu. Tu są wszystkie moje ważniejsze nagrody”.
Gdy właściciele szytego na miarę garnituru zakładali go na specjalną okazję, mawiali „założę Turbasę”. Wisława Szymborska w tomiku Nowe lektury nadobowiązkowe napisała: „Naturalnie smoking musi być szyty na miarę. Najlepiej przez takiego mistrza, jak zamieszkały w Krakowie p. Józef Turbasa…”

### Działalność społeczna
Józef Turbasa był również zaangażowany w sprawy społeczne i edukacyjne. Wychował pokolenia uczniów. Związany był także z działalnością Cechu Rzemiosł Krawców w Krakowie, w którym był Starszym Cechu, a przez 5 lat zajmował stanowisko Cechmistrza Cechu Rzemiosł Odzieżowych. Pełnił również funkcję Przewodniczącego Komisji Egzaminacyjnej oraz był wieloletnim Prezesem Towarzystwa Wzajemnej Pomocy Rzemieślniczej w Krakowie.
Turbasa był członkiem klubu Rotary, jak również myśliwym związanym z Kołem Łowieckim „Ostoja”. Przynależał także do Krakowskiego Bractwa Kurkowego. Jako „Brzoza Sprawiedliwy” był pierwszym królem kurkowym Towarzystwa Strzeleckiego „Bractwo Kurkowe” w Krakowie w odrodzonego w 1989 roku Polsce. Należał również do Światowego Związku Żołnierzy Armii Krajowej.
Był inicjatorem oraz fundatorem wraz z rodziną Turbasów witrażu „Chrystus Król” (wykonany przez Halinę Cieślińska-Brzeską) w kościele Najświętszego Salwatora w Krakowie.

### Śmierć i spuścizna
Zmarł 1 sierpnia 2010 roku, został pochowany przy głównej alei na Cmentarzu Salwatorskim w Krakowie.
Według Dziennika Polskiego Józef Turbasa został zakwalifikowany do grona 17 tytułowych „Wielkich Krakowian” wśród takich osobowości jak: Karol Wojtyła, Wisława Szymborska, Stanisław Lem, Sławomir Mrożek, Tadeusz Kantor. Założona przez Józefa Turbasa w 1946 roku Artystyczna Pracownia Krawiecka J. Turbasa funkcjonuje oraz kontynuuje dzieło mistrza krawieckiego przy ulicy św. Gertrudy 15 w Krakowie. Głównym krojczym oraz następcą mistrza został jego syn, Jerzy Turbasa.

## Odznaczenia i wyróżnienia
1. Krzyż Armii Krajowej i Odznaka Grunwaldzka
2. Srebrny Krzyż Zasługi
3. Krzyż Kawalerski Orderu Odrodzenia Polski (1980)
4. Złoty Medal Jana Kilińskiego „Za Zasługi dla Rzemiosła Polskiego” nadany przez Prezydium Zarządu Związku Rzemiosła Polskiego
5. Odznaka „Honoris Gratia” nadana przez prezydenta miasta Krakowa Jacka Majchrowskiego.
6. W 2017 roku w Krakowie jego imieniem nazwano ulicę na Zabłociu w Krakowie.

## Wystawy i filmy
- „Złote nożyce” (2002) – portret rodzinny we wnętrzu pracowni krawieckiej jako próba zrozumienia drogi zawodowej Mistrza Józefa Turbasy i jego syna Jerzego.
- „Dylematy Polaków: moda męska” – reż. K. Miklaszewski.
- „50+1-Lecie Artystycznej Pracownik Krawieckiej J. Turbasa” – film realizowany przy okazji świętowania 50+1-lecia istnienia Artystycznej Pracowni Krawieckiej J. Turbasa we wnętrzach restauracji „Pod Krzyżykiem” przy Rynku Głównym w Krakowie, której architektem wnętrz był Jerzy Turbasa.
- „Wśród mistrzów i partaczy” (2015) – wystawa Muzeum Historycznego Miasta Krakowa w Kamienicy Hipolitów w Krakowie. Prezentacja filmu „Złote nożyce”.

## Życie osobiste
Józef Turbasa był żonaty z Zofią Ciepielą. Mieli dwóch synów: Ryszarda oraz Jerzego.